# Niemodlin
Niemodlin là một thị trấn thuộc huyện Opolski, tỉnh Opolskie ở nam Ba Lan. Thị trấn có diện tích 13 km². Đến ngày 1 tháng 1 năm 2011, dân số của thị trấn là 6788 người và mật độ 518 người/km².